# Peter Anton Ming

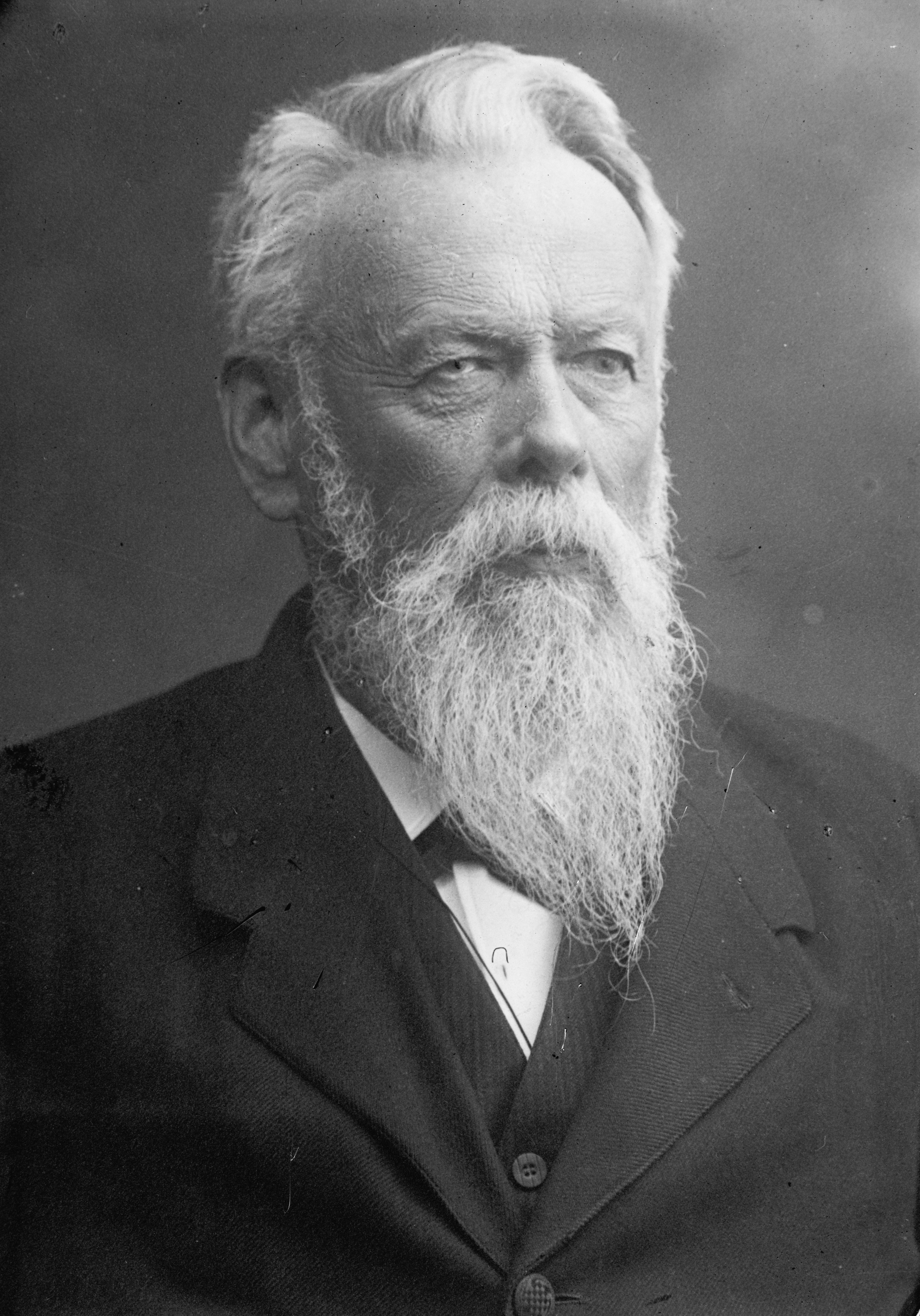
Peter Anton Ming (Datum der Aufnahme: zwischen 1918 und 1921)

Peter Anton Ming (* 30. März 1851 in Sarnen; † 15. April 1924 in Bern) war ein Schweizer Politiker, Richter, Arzt, Publizist und Mundartdichter. Er war unter anderem  Schweizer Nationalrat, Regierungsrat und Landammann des Kantons Obwalden sowie Richter am Kantons- und Obergericht.

## Leben

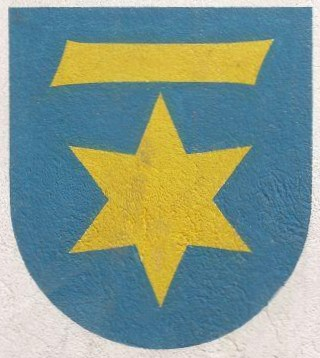
Wappen des Landammanns Peter Anton Ming

Peter Anton Ming wurde als zweiter Sohn des Landwirts Franz Josef Ming und dessen Ehefrau Marie Josefa Ming, geb. Müller geboren. Er heiratete 1876 Franziska Agnes Omlin, Tochter des Landammanns Josef Ignaz Omlin. Das Paar hatte zehn Kinder, darunter die Obwaldner Heimatschriftstellerin Rosalie Küchler-Ming. Da seine Mutter 1851 und sein Vater 1855 starben, wurde er erzogen von der Gattin seines Taufpaten, Frau Zeugherr Anna Marie Ming-Ettlin und nach deren Tod im Jahre 1859 durch deren Tochter Anna Marie Kiser-Ming. Peter Anton Ming besuchte das Gymnasium in Sarnen und studierte Medizin in Würzburg, München, Freiburg i. Br. und Basel, wo er mit 23 Jahren das Staatsexamen ablegte. Das Medizinstudium schloss er mit seiner Promotion ab. Seit 1874 bis zu seinem Tod praktizierte er als Landarzt in Sarnen. 
Ming galt als Vorkämpfer der Abstinenzbewegung und nahm als deren Delegierter an Kongressen in Mailand, London, Den Haag, Washington und Lausanne teil. Er verfasste populärmedizinische Schriften «gegen das verheerende Trinkerelend» in seiner Heimat, u. a.: Der Bauer und die Abstinenz, Durst und geistige Getränke im Lichte der Erfahrung, Gesundheitslehre und Volkswohlfahrt und Der Schnaps und das Volk oder Wer wird Meister? Ein Stück sozialer Frage des Kantons Obwalden. Er gilt als der bedeutendste Arzt und Kämpfer gegen Alkoholismus in Obwalden. 1896 errichtete er auf seinem Heimwesen in Wilen die «Trinkerheilanstalt Pension Vonderflüh», eine Heilstätte für Alkoholkranke katholischer Konfession. Die Heilanstalt bestand bis 1951, wurde dann eine Schule für Krankenpflege und wird seit 2012 von der Stiftung Zukunft Alter – Wohnen und Betreuen als Hotel Kurhaus am Sarnersee betrieben. Daneben verfasste Ming auch Dialektgedichte. Sein Text «Uf em Bänkli vor em Huisli» aus dem Jahre 1906 wurde 1934 von Rudolf Gasser vertont und 1967 von Franz Xaver Jans für einen vierstimmigen gemischten A-cappella-Chor arrangiert. Ein unter dem Pseudonym Martin Frischherz 1882 veröffentlichter «Offener Brief an den Stimmfähigen Schweizerbürger: In Sachen des eidgenössischen Erziehungssekretärs und des hinter ihm stehenden Schulgesetzes.» wird ihm zugeschrieben. Ming war Gründer und langjähriger Redaktor der «Blätter des Obwaldner’schen Bauernvereins», dessen Präsident er war. Im Militär hatte er den Grad eines Sanitätshauptmanns.
Bei der Frühjahrssession der eidgenössischen Räte erlag er am 15. April 1924 in Bern einer Lungenentzündung. Das Wappen des Sarner Geschlechts «Ming», das er auch als Landammann führte, ist: In Blau ein goldener, sechsstrahliger Stern überhöht von einem beidseitig nach links abgeschrägten, goldenem Balken.

## Politik
Ming war von 1876 bis 1910 Gemeinderat und dabei von 1884 bis 1892 Gemeindepräsident seiner Heimatgemeinde Sarnen. Von 1876 bis 1924 gehörte er dem Obwaldner Kantonsrat an und war von 1881 bis 1887 Bürgergemeinderat. Von 1890 bis 1924 war er für die Katholisch-Konservativen Mitglied des Schweizer Nationalrats. Von 1910 bis 1924 war er Obwaldner Regierungsrat, wobei er in dieser Zeit siebenmal das Amt des Landammanns innehatte. 
Ming war von 1875 bis 1878 Richter am Obwaldner Kantonsgericht und von 1878 bis 1910 Mitglied des Obergerichts, das er von 1901 bis 1910 präsidierte. Weiterhin war er Sanitätsrat (1880–1924), Erziehungsrat (1888–1924) und von 1908 bis 1924 Präsident der kantonalen Maturitätskommission. 1886 war er Mitgründer und Verwaltungsrat der Obwaldner Kantonalbank, die am 2. November 1986 im Erdgeschoss seines Hauses am Dorfplatz 4 in Sarnen ihre Geschäftstätigkeit aufnahm. Ab 1901 war er der Präsident der Bank.